# Stazione di Soresina (SNFT)
La stazione di Soresina, detta anche Soresina Città, era una delle principali della linea ferroviaria Cremona-Iseo in concessione alla Società Nazionale Ferrovie e Tramvie, a servizio dell'omonimo comune.
Posto a poca distanza dalla stazione FS, sui era raccordato, l'impianto fu in esercizio fra il 1914 e il 1956.

## Storia

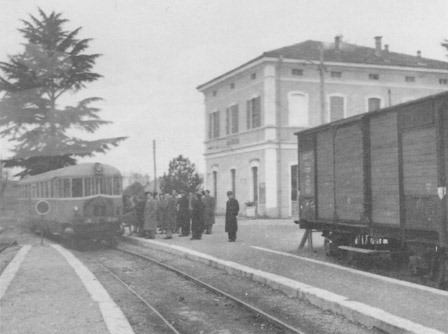
La stazione nel 1956

La stazione fu aperta il 25 novembre 1914, come capolinea della breve linea per Soncino, primo tronco dell'itinerario Cremona-Iseo.
L'impianto era gestito dalla concessionaria della linea, la Società Nazionale Ferrovie e Tramvie (SNFT).
Nel 1926 fu attivato il tronco per Cremona, passante per Annicco, Grumello e Sesto.
In conseguenza del mutato clima politico del secondo dopoguerra, non favorevole agli investimenti nel trasporto su rotaia, per poter accedere ai finanziamenti statali la società esercente si vide costretta a sopprimere la linea nel 1956.
Il fabbricato viaggiatori venne in seguito adibito a ristorante e l'ex piazzale ferroviario trasformato in giardino.

## Strutture e impianti
La stazione, di testa, disponeva di quattro binari; il primo di essi, tronco, serviva il magazzino merci, gli altri erano dedicati al servizio viaggiatori e terminavano immettendosi in una piattaforma girevole per la giratura delle locomotive.
Completavano la dotazione dell'impianto una rimessa locomotive a due binari.
La stazione era raccordata alla limitrofa stazione FS, posta sulla ferrovia Treviglio-Cremona
.